# گمینا گیدله
گمینا گیدله (به لهستانی:  Gmina Gidle) یک گمینا در لهستان است که در شهرستان رادومسکو واقع شده‌است. گمینا گیدله ۱۱۶٫۳۲ کیلومتر مربع مساحت و ۶٬۶۱۰ نفر جمعیت دارد.